# Біганич Лука Дмитрович
Біга́нич Лука́ Дми́трович (10 серпня 1927, Волосате, Лемківщина, тепер Польща — 26 вересня 1995, Львів, Україна) — український скульптор. Член Спілки художників України.

## Біографія

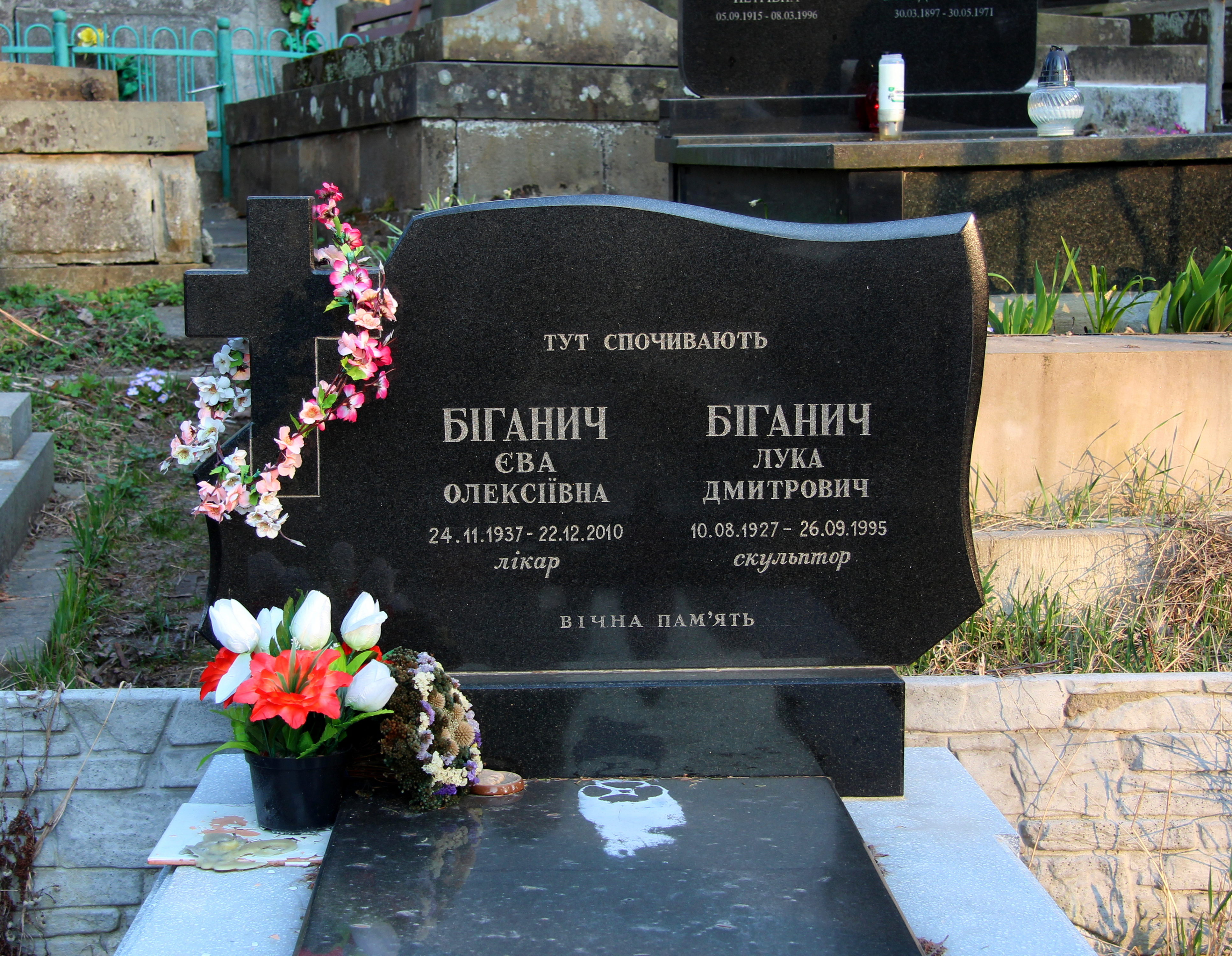
Могила Луки Біганича на 69 полі Личаківського цвинтаря

1945 року переселений з Лемківщини на терени УРСР. У 1946—1949 роках навчався у Львівському училищі прикладного мистецтва. У 1949—1955 роках — у Львівському інституті прикладного та декоративного мистецтва в Івана Севери та В. Телішева.
Працював у галузі станкової скульптури. Проживав у Львові в будинку № 53 на вулиці 700-річчя Львова (тепер проспект Чорновола). Помер у Львові, похований на Личаківському цвинтарі, поле № 69.

## Роботи
- Скульптура «Скрипалька» — дипломна робота.
- Портрети
  - Леся Українка (1959, мармур), Київський музей Лесі Українки.
  - Марія Заньковецька (1962, штучний граніт, 128×59×53,5).[3]
  - «Нічого кращого немає, як тая мати молодая…» (1961, камінь), Севастопольський художній музей.
  - «Соломія Крушельницька в ролі Аїди» (1966, штучний камінь, 180×65×40).[4]
  - Карл Маркс (1966, мармурова крихта).
  - Погруддя Володимира Леніна (1969, тонований гіпс).
  - Володимир Гнатюк (1970, гіпс).
  - Ольга Кобилянська (1965, 1972).
  - «Лікар» (1973, мармур, 46×38×35)[5] (за іншими даними — 1972 , 45×45×31). Зберігається в Музеї українського мистецтва у Львові.[3]
  - Уляна Кравченко (1974, тонований гіпс, 100×98×50).[6]
  - Індіра Ганді (1985).
  - «Наталія Кобринська» (1986, тонований гіпс, 90×65×8)[7]
- Меморіальна пластика на Личаківському цвинтарі у Львові: пам'ятник академіку Володимиру Гнатюку (пом. 1926, поле № 5, арх. Володимир Блюсюк), О. Сівак (пом. 1967), мовознавцеві Михайлові Онишкевичу (пом. 1971, поле № 22), скульптору Лаврентію Грому (пом. 1975, поле № 59), біологу Степану Гжицькому (пом. 1976, поле № 59).[8]
- Пам'ятник Володимиру Леніну в селі Суховоля Бродівського району (1966).[9]
- Пам'ятник Карлові Марксу в Парку культури у Львові (1966).[10]
- «Боян» (1967, дерево, 110×90×60).[4]
- «Українська баркарола» (1967, карбована мідь, 90×130×80).[4]
- Пам'ятник на могилі радянських солдатів і Т. Сорокиної у Східниці (1969, архітектор Андрій Шуляр).[11]
- Пам'ятник Михайлові Калініну в селі Оглядів (1970).[12]
- Пам'ятник В. Гнатюку у Велесневі (1971).[13]
- Пам'ятник Революції (близько 1971, створювався для міста Шостки). Мав вигляд динамічної жіночої постаті з рушницею.[14]
- Пам'ятник Лесі Українці біля школи № 75 у на вулиці Караджича Львові (1971, архітектор Володимир Блюсюк).[15]
- Пам'ятник Лесі Українці в селі Іллінці Івано-Франківської області (1973).[16]
- Медальйон «Соломія Крушельницька» (не пізніше 1974).[17]
- «За землю руську» (1977, штучний мармур, 130×56×49).[18]
- Пам'ятник Петрові Нестерову біля села Воля-Висоцька (1978, арх. О. Крюков, І. Богачик, М. Марфіян).[19]
- Пам'ятник Олександрові Пархоменку на вулиці Шевченка в Кам'янці-Бузькій (1980, архітектор Володимир Блюсюк).[20]
- Пам'ятник загиблим односельцям і радянським солдатам у селі Білий Камінь (1983, архітектор І. Олійник).[21]